# Kandidatenturnier Chanty-Mansijsk 2014
|                      |                  |
| Viswanathan Anand    | Wladimir Kramnik |
|                      |                  |
| Dmitri Andreikin     | Wesselin Topalow |
|                      |                  |
| Şəhriyar Məmmədyarov | Lewon Aronjan    |
|                      |                  |
| Sergei Karjakin      | Pjotr Swidler    |

Das Kandidatenturnier Chanty-Mansijsk 2014 war das Kandidatenturnier des Schachweltverbandes FIDE, bei dem der Herausforderer von Weltmeister Magnus Carlsen bei der Schachweltmeisterschaft 2014 ermittelt wurde. Es siegte Viswanathan Anand, der bei der Schachweltmeisterschaft 2013 seinen Weltmeistertitel an Carlsen verloren hatte. Schachweltmeisterschaften werden traditionell als Zweikämpfe ausgetragen.
Das Turnier fand vom 12. bis 30. März 2014 in Chanty-Mansijsk statt. Gespielt wurde in den Räumen der Jugra Schachakademie. Als Hauptschiedsrichter wurde Panagiotis Nikolopoulos aus Griechenland eingesetzt.

## Teilnehmer
Die acht Startplätze gingen an den Verlierer der Schachweltmeisterschaft 2013, die zwei bestplatzierten Spieler des Schachweltpokals 2013, die zwei bestplatzierten Spieler des FIDE Grand Prix 2012–2013, die zwei höchstplatzierten Spieler in der FIDE-Weltrangliste (Durchschnitt August 2012 bis Juli 2013), die am Weltpokal oder am Grand Prix teilgenommen hatten sowie einen vom Veranstalter nominierten Spieler, der eine Wertung von mindestens 2725 haben musste. Das Turnier wies die Kategorie 21 auf.
| Qualifiziert durch                         | Spieler              |
| ------------------------------------------ | -------------------- |
| Verlierer der Schachweltmeisterschaft 2013 | Viswanathan Anand    |
| Gewinner des Schachweltpokals 2013         | Wladimir Kramnik     |
| Zweiter des Schachweltpokals 2013          | Dmitri Andreikin     |
| Gewinner des FIDE Grand Prix 2012–2013     | Wesselin Topalow     |
| Zweiter des FIDE Grand Prix 2012–2013      | Şəhriyar Məmmədyarov |
| Qualifiziert über die Weltrangliste        | Lewon Aronjan        |
| Qualifiziert über die Weltrangliste        | Sergei Karjakin      |
| Nominierung durch den Turnierveranstalter  | Pjotr Swidler        |

## Endergebnis
Die Spieler bestritten ein doppeltes Rundenturnier. Für die Platzierung war maßgebend (bei Gleichstand jeweils das nachfolgende Kriterium):
1. die Zahl der erzielten Punkte,
2. der direkte Vergleich der punktgleichen Spieler,
3. die Anzahl der gewonnenen Partien,
4. die Feinwertung nach Sonneborn-Berger.

Die beiden letztgenannten Kriterien wurden nicht benötigt.
| Rang | Spieler              | Wertung * | 1   | 2   | 3   | 4   | 5   | 6   | 7   | 8   | Punkte | Direkter Vergleich | Leistung * |
| ---- | -------------------- | --------- | --- | --- | --- | --- | --- | --- | --- | --- | ------ | ------------------ | ---------- |
| 1    | Viswanathan Anand    | 2770      | –   | ½ ½ | ½ ½ | 1 ½ | ½ ½ | 1 ½ | ½ ½ | ½ 1 | 8½     |                    | 2845       |
| 2    | Sergei Karjakin      | 2766      | ½ ½ | –   | 0 1 | ½ ½ | ½ ½ | 0 1 | ½ 1 | ½ ½ | 7½     | 2795               |            |
| 3    | Wladimir Kramnik     | 2787      | ½ ½ | 1 0 | –   | 1 ½ | ½ ½ | ½ ½ | ½ 0 | 0 1 | 7      | 2½                 | 2768       |
| 4    | Şəhriyar Məmmədyarov | 2757      | 0 ½ | ½ ½ | 0 ½ | –   | 1 ½ | 0 1 | 1 ½ | ½ ½ | 7      | 2                  | 2772       |
| 5    | Dmitri Andreikin     | 2709      | ½ ½ | ½ ½ | ½ ½ | 0 ½ | –   | ½ 1 | 0 ½ | 1 ½ | 7      | 1½                 | 2779       |
| 6    | Lewon Aronjan        | 2830      | 0 ½ | 1 0 | ½ ½ | 1 0 | ½ 0 | –   | 1 ½ | ½ ½ | 6½     | 1½                 | 2737       |
| 7    | Pjotr Swidler        | 2758      | ½ ½ | ½ 0 | ½ 1 | 0 ½ | 1 ½ | 0 ½ | –   | 1 0 | 6½     | ½                  | 2748       |
| 8    | Wesselin Topalow     | 2785      | ½ 0 | ½ ½ | 1 0 | ½ ½ | 0 ½ | ½ ½ | 0 1 | –   | 6      |                    | 2719       |

Von den insgesamt 56 Partien endeten 34 Remis, 17 Mal gewann Weiß und 5 Mal Schwarz. Weiß erzielte 34 von 56 Punkten (61 %), Schwarz 22 Punkte (39 %).

## Rundenergebnisse

### Runde 1
| Runde 1 – 13. März 2014, (Live-Stream: Video (englisch) Video (russisch)) |                  |     |                                                        |
| Dmitri Andreikin                                                          | Wladimir Kramnik | ½:½ | E32 Nimzo-Indisch mit 4. Dc2                           |
| Sergei Karjakin                                                           | Pjotr Swidler    | ½:½ | B48 Sizilianisch (Paulsen-Variante)                    |
| Şəhriyar Məmmədyarov                                                      | Wesselin Topalow | ½:½ | D11 Damengambit (Slawische Verteidigung) ohne 3. … Sf6 |
| Viswanathan Anand                                                         | Lewon Aronjan    | 1:0 | C88 Geschlossenes Spanisch                             |

### Runde 2
| Runde 2 – 14. März 2014, (Live-Stream: Video (englisch) Video (russisch)) |                      |     |                                                        |
| Lewon Aronjan                                                             | Şəhriyar Məmmədyarov | 1:0 | D38 Abgelehntes Damengambit (Ragosin-Variante)         |
| Wesselin Topalow                                                          | Viswanathan Anand    | ½:½ | A11 Englische Eröffnung (Caro-Kann-Verteidigung)       |
| Pjotr Swidler                                                             | Dmitri Andreikin     | 1:0 | B32 Sizilianische Verteidigung (Kalaschnikow-Variante) |
| Wladimir Kramnik                                                          | Sergei Karjakin      | 1:0 | D20 Damengambit                                        |

### Runde 3
| Runde 3 – 15. März 2014, (Live-Stream: Video (englisch) Video (russisch)) |                   |     |                                          |
| Şəhriyar Məmmədyarov                                                      | Viswanathan Anand | 0:1 | D11 Damengambit (Slawische Verteidigung) |
| Wesselin Topalow                                                          | Lewon Aronjan     | ½:½ | C84 Spanisch                             |
| Pjotr Swidler                                                             | Wladimir Kramnik  | ½:½ | A35 Englische Symmetrievariante          |
| Dmitri Andreikin                                                          | Sergei Karjakin   | ½:½ | C65 Spanisch (Berliner Verteidigung)     |

### Runde 4
| Runde 4 – 17. März 2014, (Live-Stream: Video (englisch) Video (russisch)) |                  |     |                                              |
| Viswanathan Anand                                                         | Wladimir Kramnik | ½:½ | D37 Damengambit                              |
| Lewon Aronjan                                                             | Pjotr Swidler    | 1:0 | D85 Grünfeld-Indische Verteidigung           |
| Sergei Karjakin                                                           | Wesselin Topalow | ½:½ | A29 Englisch                                 |
| Şəhriyar Məmmədyarov                                                      | Dmitri Andreikin | 1:0 | D45 Damengambit (Halbslawische Verteidigung) |

### Runde 5
| Runde 5 – 18. März 2014, (Live-Stream: Video (englisch) Video (russisch)) |                      |     |                                                     |
| Dmitri Andreikin                                                          | Viswanathan Anand    | ½:½ | C65 Spanisch (Berliner Verteidigung)                |
| Wladimir Kramnik                                                          | Lewon Aronjan        | ½:½ | D30 Abgelehntes Damengambit                         |
| Pjotr Swidler                                                             | Wesselin Topalow     | 1:0 | C78 Spanisch (Archangelsker Variante)               |
| Sergei Karjakin                                                           | Şəhriyar Məmmədyarov | ½:½ | B52 Sizilianische Verteidigung (Rossolimo-Variante) |

### Runde 6
| Runde 6 – 19. März 2014, (Live-Stream: Video (englisch) Video (russisch)) |                  |     |                                      |
| Lewon Aronjan                                                             | Dmitri Andreikin | ½:½ | A11 Réti-Eröffnung                   |
| Viswanathan Anand                                                         | Sergei Karjakin  | ½:½ | C67 Spanisch (Berliner Verteidigung) |
| Şəhriyar Məmmədyarov                                                      | Pjotr Swidler    | 1:0 | A81 Holländisch                      |
| Wesselin Topalow                                                          | Wladimir Kramnik | 1:0 | D37 Damengambit mit 5. Lf4           |

### Runde 7
| Runde 7 – 21. März 2014, (Live-Stream: Video (englisch) Video (russisch)) |                      |     |                                                |
| Sergei Karjakin                                                           | Lewon Aronjan        | 0:1 | C65 Spanisch (Berliner Verteidigung)           |
| Dmitri Andreikin                                                          | Wesselin Topalow     | 1:0 | D30 Abgelehntes Damengambit                    |
| Wladimir Kramnik                                                          | Şəhriyar Məmmədyarov | 1:0 | D38 Abgelehntes Damengambit (Ragosin-Variante) |
| Pjotr Swidler                                                             | Viswanathan Anand    | ½:½ | C65 Spanisch (Berliner Verteidigung)           |

### Runde 8
| Runde 8 – 22. März 2014, (Live-Stream: Video (englisch) Video (russisch)) |                      |     |                                                   |
| Wladimir Kramnik                                                          | Dmitri Andreikin     | ½:½ | D15 Damengambit (Slawische Verteidigung)          |
| Pjotr Swidler                                                             | Sergei Karjakin      | 0:1 | A07 Königsfianchetto, Barcza-System               |
| Wesselin Topalow                                                          | Şəhriyar Məmmədyarov | ½:½ | B90 Sizilianisch (Najdorf-Variante), Abweichungen |
| Lewon Aronjan                                                             | Viswanathan Anand    | ½:½ | A11 Réti-Eröffnung                                |

### Runde 9
| Runde 9 – 23. März 2014, (Live-Stream: Video (englisch) Video (russisch)) |                  |     |                                                   |
| Dmitri Andreikin                                                          | Pjotr Swidler    | ½:½ | B90 Sizilianisch (Najdorf-Variante), Abweichungen |
| Sergei Karjakin                                                           | Wladimir Kramnik | 1:0 | D02 Damenbauernspiel                              |
| Şəhriyar Məmmədyarov                                                      | Lewon Aronjan    | 1:0 | E20 Nimzowitsch-Indisch, Nimzo-Indisch            |
| Viswanathan Anand                                                         | Wesselin Topalow | 1:0 | B90 Sizilianisch (Najdorf-Variante), Abweichungen |

### Runde 10
| Runde 10 – 25. März 2014, (Live-Stream: Video (englisch) Video (russisch)) |                      |     |                                     |
| Sergei Karjakin                                                            | Dmitri Andreikin     | ½:½ | B46 Sizilianisch, Paulsen-Variante  |
| Viswanathan Anand                                                          | Şəhriyar Məmmədyarov | ½:½ | B90 Sizilianisch (Najdorf-Variante) |
| Lewon Aronjan                                                              | Wesselin Topalow     | ½:½ | D15 Slawische Verteidigung          |
| Wladimir Kramnik                                                           | Pjotr Swidler        | 0:1 | A80 Holländische Verteidigung       |

### Runde 11
| Runde 11 – 26. März 2014, (Live-Stream: Video (englisch) Video (russisch)) |                      |     |                                 |
| Dmitri Andreikin                                                           | Şəhriyar Məmmədyarov | ½:½ | E04 Katalanisch                 |
| Pjotr Swidler                                                              | Lewon Aronjan        | ½:½ | A07 Réti-Eröffnung              |
| Wesselin Topalow                                                           | Sergei Karjakin      | ½:½ | A30 Englische Symmetrievariante |
| Wladimir Kramnik                                                           | Viswanathan Anand    | ½:½ | E05 Katalanisch                 |

### Runde 12
| Runde 12 – 27. März 2014, (Live-Stream: Video (englisch) Video (russisch)) |                  |     |                                                  |
| Viswanathan Anand                                                          | Dmitri Andreikin | ½-½ | B19 Caro-Kann-Verteidigung (klassische Variante) |
| Şəhriyar Məmmədyarov                                                       | Sergei Karjakin  | ½-½ | E20 Nimzowitsch-Indisch, Nimzo-Indisch           |
| Wesselin Topalow                                                           | Pjotr Swidler    | 1:0 | B49 Sizilianisch (Paulsen-Variante)              |
| Lewon Aronjan                                                              | Wladimir Kramnik | ½-½ | D36 Damengambit (Abtauschvariante)               |

### Runde 13
| Runde 13 – 29. März 2014, (Live-Stream: Video (englisch) Video (russisch)) |                      |     |                                              |
| Dmitri Andreikin                                                           | Lewon Aronjan        | 1:0 | A45 Trompowsky-Eröffnung                     |
| Sergei Karjakin                                                            | Viswanathan Anand    | ½-½ | D30 Abgelehntes Damengambit                  |
| Pjotr Swidler                                                              | Şəhriyar Məmmədyarov | ½-½ | B90 Sizilianisch (Najdorf-Variante)          |
| Wladimir Kramnik                                                           | Wesselin Topalow     | 1:0 | D43 Damengambit (Halbslawische Verteidigung) |

### Runde 14
| Runde 14 – 30. März 2014, (Live-Stream: Video (englisch) Video (russisch)) |                  |     |                                                            |
| Lewon Aronjan                                                              | Sergei Karjakin  | 0:1 | B23 Sizilianisch (Geschlossener Sizilianer)                |
| Viswanathan Anand                                                          | Pjotr Swidler    | ½-½ | C89 Spanisch (Marshall-Angriff)                            |
| Şəhriyar Məmmədyarov                                                       | Wladimir Kramnik | ½-½ | E32 Nimzowitsch-Indische Verteidigung (Klassisches System) |
| Wesselin Topalow                                                           | Dmitri Andreikin | ½-½ | C65 Spanisch (Berliner Verteidigung)                       |